# Чамплас Џанвијер (Торино)
Чамплас Џанвијер је насеље у Италији у округу Торино, региону Пијемонт.
Према процени из 2011. у насељу је живело 22 становника. Насеље се налази на надморској висини од 1786 м.